# الدوري النمساوي 1987–88
الدوري النمساوي الممتاز 1987–88 (بالألمانية: Österreichische Fußballmeisterschaft 1987/88)‏ هو الموسم 77 من  بوندسليغا النمسا لكرة القدم. أشرف على تنظيمه اتحاد النمسا لكرة القدم، وكان عدد الأندية المشاركة فيه  12، وفاز فيه رابيد فيينا.